# 福平铁路
福平铁路，是一条连接福建省福州市晉安區和福州市平潭县的市內铁路。线路北起福州站，南至海坛岛平潭站，全线长88.433公里，其中新建85.133公里，为国铁I级双线客货共线铁路，最高时速200公里。该线路于2013年10月31日开工，2020年12月26日通车。

## 概况
福平铁路是平潭县首条铁路。全线由福州站引出，经新鼓山隧道，福州南站、长乐区首占镇、古槐镇、松下镇，以公铁大桥跨越海坛海峡人屿岛、长屿岛、小练岛、大练岛至海坛岛。平潭海峡公铁大桥采用双层桥面，下层为双线铁路，设计时速为200公里，能跑动车组；上层为时速100公里的六车道高速公路，建成后将成为中国大陸第一座公铁两用跨海大桥。设福州、福州南、长乐、长乐东、长乐南、平潭6个站，设计时速福州至福州南160公里、福州南至平潭200公里。该铁路建成后，福州到平潭只需约半小时车程，两地将形成“半小时生活圈”，有力促进平潭综合实验区的发展。

## 歷史
- 2013年10月31日：福平铁路开工建设。
- 2014年5月6日；福平铁路平潭海峡公铁大桥首桩在人屿岛正式开钻。这标志着世界首座跨海公铁大桥主体工程正式进入全面施工阶段。[6]
- 2014年7月10日：福平铁路平潭苏澳段的马耳山大桥2号墩身完成混凝土浇筑，此为福平铁路全线首个完成浇筑的大桥墩身。[7]
- 2014年9月2日：2014年1月至8月，福州至平潭铁路累计完成投资10.43亿元。[8]
- 2018年8月8日：福平铁路第一孔桥梁铺架成功，标志正式进入铺轨架梁阶段。[9]
- 2019年1月24日：福平铁路乌龙江特大桥合龙。[10]
- 2019年8月27日：福平铁路引入福州火车站右线道岔改造封锁施工完成。[11]
- 2019年9月4日凌晨，福平铁路引入福州南火车站工程在五小时内完成。[12]
- 2020年7月1日，福平铁路开始进行路基、桥涵、隧道等站前工程的静态验收；
- 7月21日，福平铁路“四电”工程进入静态验收阶段；
- 8月6日，福平铁路全线铺轨贯通[13]。
- 11月23日，福平铁路进入试运行阶段[14]。
- 12月26日，福平铁路建成通车[1]。

## 车站
| 站名   | 里程        | 里程          | 国家铁路 接轨线路                            | 站台规模 | 轨道交通 换乘线路            | 车站位置      | 车站位置 |
| 站名   | 站间距 (km) | 线路里程 (km) | 国家铁路 接轨线路                            | 站台规模 | 轨道交通 换乘线路            | 车站位置      | 车站位置 |
| ------ | ----------- | ------------- | -------------------------------------------- | -------- | ---------------------------- | ------------- | -------- |
| 福州   | 不適用      | 0             | 合福高铁 昌福铁路 杭深铁路 峰福铁路 福马铁路 | 7台14线  | 福州地铁1号线 福州地铁F1号线 | 福建省 福州市 | 晋安区   |
| 福州南 | 18          | 18            | 福厦高铁 杭深铁路                            | 15台30线 | 福州地铁1号线 福州地铁5号线  | 福建省 福州市 | 仓山区   |
| 长乐   | 15          | 33            | 福州机场铁路                                 | 2台4线   | 福州地铁F1号线               | 福建省 福州市 | 长乐区   |
| 长乐东 | 12          | 45            | 福州机场铁路                                 | 2台4线   |                              | 福建省 福州市 | 长乐区   |
| 长乐南 | 12          | 57            |                                              | 2台4线   |                              | 福建省 福州市 | 长乐区   |
| 平潭   | 31          | 88            |                                              | 2台5线   |                              | 福建省 福州市 | 平潭县   |